# M-42
M-42 hay Pháo chống tăng 45 ly kiểu 1942 (tiếng Nga: 45-мм противотанковая пушка образца 1942 года (М-42)) là một loại pháo chống tăng của Liên Xô dùng nhiều trong Chiến tranh thế giới thứ hai.
Loại pháo này do Nhà máy 172 phát triển trên cơ sở nâng cấp khẩu pháo chống tăng 45 ly kiểu 1937 (53-K). So với 53-K, khẩu M-42 có nòng dài hơn, có khiên chắn dày hơn, bắn loại đạn pháo mạnh hơn. Nhược điểm so với loại cũ là vì muốn hạ thấp để giảm bộc lộ trước hỏa lực địch, nên các khẩu đội viên phải quỳ khi nạp đạn và điều khiển. Quy trình sản xuất M-42 cũng có vài thay đổi nhỏ so với sản xuất 53-K để tăng tốc sản xuất.
M-42 được đưa vào sử dụng từ năm 1942, nhưng khi quân Đức tung vào mặt trận các loại xe tăng có giáp dày hơn như Tiger I, Panther và Panzer IV Ausf H nó không còn đủ mạnh để chống lại và dần dần bị thay thế bằng loại pháo chống tăng 57 ly ZiS-2. Tuy nhiên, nó vẫn tiếp tục được sản xuất và trang bị cho Hồng quân để chống lại các phương tiện hạng nhẹ của quân Đức và vẫn đủ sức làm hỏng giáp sườn của xe tăng Panther và Panzer IV Ausf H. Đạn mảnh vẫn có tính sát thương cao đối với bộ binh.
Sau khi chiến tranh kết thúc, loại pháo này không được chế tạo nữa.